# Stratóni (Chalcidique)
Stratóni, en grec moderne : Στρατώνι, est un village du dème d'Aristotélis,  district régional de Chalcidique, en Macédoine-Centrale, Grèce.
Selon le recensement de 2011, la population du village s'élève à 1 057 habitants.